# Mùa len trâu
Mùa len trâu là bộ phim đầu tay của đạo diễn Việt kiều Nguyễn Võ Nghiêm Minh được khởi quay tháng 9 năm 2003.
Bộ phim có kinh phí khoảng hơn 1 triệu USD, với sự tham gia của ba hãng: Hãng phim Giải Phóng Việt Nam, 3B Productions Pháp và Novak Prod Bỉ. Bộ phim được trình chiếu ở Pháp với tên Gardien de buffles và ở Mỹ với tên Buffalo boy.
Chuyện phim dựa trên tác phẩm Mùa len trâu trong tập truyện Hương rừng Cà Mau của nhà văn Sơn Nam, kể về cuộc sống của những người nông dân miền Nam đầu thế kỷ 20. Mỗi khi mùa mưa về, nước tràn ngập mọi nơi, có những người làm nghề "len trâu", đưa trâu đi tìm cỏ để sống qua mùa lũ.

## Nội dung
Phim mở ra với cảnh một đứa trẻ trong lúc làm ruộng vớ phải một cọng dây cột vào một vật nặng. 
Khi đến mùa nước lũ, nước tràn ngập cả vùng khiến cỏ chết hết và trâu cũng không thể ngủ dưới nước nên Kìm buộc phải đi len trâu (dẫn trâu lên vùng cao kiếm cỏ) cùng với đám chuyên len trâu của ông Lập, một ông chủ khó tính và du côn.
Vượt qua bao nhiêu hiểm trở và vất vả khi phải dẫn trâu đi dưới nước cả ngày, phải đánh nhau với đám côn đồ vì địa bàn, bị đám khác đi trước giành cỏ nên phải đi nơi khác... cuối cùng Kìm cũng trở về nhà, tuy nhiên một trong hai con trâu đã chết, chỉ còn lại lớp da và cặp sừng để làm kỷ niệm. Tính tình Kìm cũng trở nên du côn hơn, chửi thề nhiều hơn khiến cha anh khá buồn. Kìm rất thương con trâu còn lại nên cả ngày quấn quít bên nó, tuy nhiên vì hoàn cảnh gia đình quá túng quẫn không có tiền trả nợ, cha mẹ của Kìm phải bán trâu đi khiến anh đau lòng mà bỏ nhà ra đi.
Anh cùng Đẹt, người bạn chung đám len trâu của Lập, hợp tác đi len trâu cho những người khác. Đẹt tiết lộ cho Kìm biết rằng mình có người thương đã có con cùng, nhưng anh bỏ đi khi con chưa sinh. Vợ của Đẹt, tên Bân, và con khi biết Đẹt đang ở gần đó thì tìm đến, cùng Quang (một bạn cũ trong đám len trâu của Lập, cũng quen với Kìm) đi len trâu với Đẹt và Kìm. Kìm thấy Bân nên sinh tình cảm, nhưng Bân không đồng ý. Trong lúc len trâu, Kìm nghe tin mẹ đã bỏ cha mình, còn cha mình ở U Minh bệnh nặng nên tức tốc quay về. Kìm sống cùng cha những ngày cuối cùng trên con thuyền nhỏ bé, khi cha chết đi, anh được cha tiết lộ mình là kết quả từ một lần cha anh hiếp dâm em gái ông Lập. Anh nhờ vợ chồng bà Hai, những người lạ mới quen, giúp anh chôn xác cha mình cùng với chiếc cối đáng giá cả gia tài của gia đình bà Hai để xác không bị nước cuốn đi.
Sau khi chôn xác, anh trở lại với gia đình Đẹt và Quang. Sau một lần gặp mặt ông Lập cũng như bị vợ Đạt từ chối tình cảm, Kìm không muốn len trâu nữa nên quay về nhà bà Hai và phát hiện bà đã mất, anh sống cùng ông Hai đến khi ông mất. Một thời gian sau, hai vợ con của Đạt đến tìm Kìm và báo rằng Đẹt và Quang sau khi gặp ông Lập thì mất tích hơn 10 tháng bặt vô âm tính. Bân gửi con cho Kìm, bảo Kìm làm cha nó và một thân một mình chèo thuyền đi.
Kết phim quay lại cảnh đầu phim: vật nặng mà đứa trẻ kéo lên được là cái cối xay cột xác cha Kìm.

## Diễn viên
- Lê Thế Lữ: Kìm
- Kiều Trinh: Bân
- Hữu Thành: ông Định
- Kra Zan Sram: Đẹt
- Trương Văn Bé: Hai Tích
- Ánh Hoa: bà Hai
- Nguyễn Thị Thắm: bà Tư
- Võ Hoàng Nhân: Lập
- Trương Quang Thịnh: Quang
- Nguyễn Văn Đây: Xuyến
- Thạch Kim Long: Thanh
- Cao Thị Thu Tâm: Lam
- Nguyễn Hữu Phước: Thiều
- Nguyễn Châu: cha Bân
- Thạch Trung Trực: Kìm (5 tuổi)
- Mai Văn Hiệp: quan thuế
- Ngô Văn Phúc: quan thuế
- Thành Lũy: quan thuế
- Vương Quốc Thanh: quan thuế
- Tống: thiếu nữ bị hiếp

## Hậu trường

Kìm cùng hai con trâu

Đạo diễn Nguyễn Võ Nghiêm Minh vốn là một tiến sĩ vật lý và đây là bộ phim đầu tay của ông:
"...Tôi thường tìm cách trốn thoát cái chết chóc, đau khổ của chiến tranh bên ngoài bằng cách ráng đi vô coi phim. Vì ba tôi là quản lý rạp phim nên những người gác cửa rạp họ biết và để tôi vào xem không có gì khó khăn lắm. Xem phim, ngoài việc là phương tiện để tôi trốn thoát cái đau khổ của cuộc chiến tranh bên ngoài kia, nó còn là cửa sổ để tôi nhìn ra thế giới bên ngoài. Tôi xem phim Ấn Độ, Trung Quốc, Mỹ, Pháp... Trong cái nhìn của một đứa trẻ tám, chín tuổi thì ấn tượng đó rất là sâu đậm. Nhưng không chỉ ở Việt Nam mà cả ở Âu châu, ngay cả ở Mỹ cũng vậy, sống bằng nghề làm phim không là chuyện vô cùng khó khăn nên tôi đành tạm gác cái đam mê của mình lại.
Tôi chợt nghĩ, một là mình làm phim bây giờ, hai là mình chắc phải lãng quên giấc mơ này. Và tôi phải quyết định, không hẳn là bỏ hẳn ngành vật lý của mình, nhưng tôi phải giảm bớt vai trò của công việc vật lý để bắt đầu đi học làm phim và làm các phim ngắn. Rồi tôi bắt đầu viết kịch bản phim Mùa len trâu. Kịch bản viết rất là nhanh, tôi nhớ rằng tôi viết trong vòng khoảng 30 ngày. Tôi rất vui là kể từ khi viết kịch bản, bắt tay vào làm phim thì hầu như không có nhiều thay đổi."
Nhà văn Sơn Nam:
""Len" trong tiếng Khmer có nghĩa là đi tự do, "len trâu" có nghĩa là cho trâu đi tự do. Ở đây nước lụt, nước lụt từ 1m đến 4m. Người ta ở nơi lụt, người ta không có chỗ ở là phải, và trâu cũng không có chỗ ở. Cho nên nó phải đi đến những vùng đất cao để có cỏ cho nó ăn. Ở nhà tối nó ngủ không được, ngủ với nước sao mà ngủ được, và trưa thì làm sao cho nó ăn, cỏ đâu ra mà cho nó ăn. Người nuôi trâu, chủ nhà có trâu, phải đưa trâu đến vùng đất cao. Làm sao người làm ruộng nuôi trâu? Muốn nuôi trâu thì phải lùa trâu đi. Ngày thường trời nắng, nuôi trâu trong chuồng. Đến ngày trời mưa thì phải lùa trâu đi. Vì vậy cho nên phải đem trâu đi chỗ khác. Đưa trâu đến vùng bảy Núi. Nhưng nó xa nhà mình đến 30 – 40 km, xa quá sao mà đưa đi. Vì vậy, mình phải đưa nó đi lòng vòng, ăn hết cỏ chỗ này, nước lên, thì đưa trâu sang chỗ khác. Có khi đến ba bốn tháng mới đưa trâu về. Trâu dẫn đi phải có người giữ. Trâu không dẫn đi thì phải mướn người ta giữ. Người nghèo mướn ai bây giờ? Vậy thì để con cái đi giữ nó. Ngày trước trẻ con đi theo con trâu, áo quần không có, mùng mền không có, gạo cơm thiếu, đó là cả một chuyện khó khăn. Vì vậy đối với chúng tôi dân miệt dưới, tôi là dân miệt dưới, đó là một bài học cho thanh niên trở thành người lớn. Nhưng mà trẻ con ở đó không có được đi học. Học với ai. Thằng dốt học với thằng dốt, thằng du côn học với thằng du côn. Tôi rất hãnh diện, vì tác phẩm tôi viết đã gần 50 năm rồi, nhiều anh em tính làm phim, nhưng nghĩ làm hông nổi. Thời buổi này đâu còn trâu, máy cày hết rồi, thành ra tôi để đó coi, chờ xem. May mà có anh Nguyễn Võ Nghiêm Minh, ổng làm sao mà ổng có tiền ổng mướn trâu, thiên hạ sợ quá. Chứ làm sao thằng cha này có tiền mướn ba bốn trăm con trâu để đóng phim, dân làm phim Sài Gòn ngán Nguyễn Võ Nghiêm Minh, tưởng cha này là tỷ phú Việt kiều Mỹ hay gì đó.
Tôi hãnh diện, được thấy cái phim này, đối với đồng bào ở đồng bằng sông Cửu Long, tôi đã trả được một món nợ tinh thần. Tôi là một đứa con có hiếu với dân ở dưới. Tôi hy vọng các anh có phương tiện, phải làm sao chiếu ở dưới cho nhiều, và băng video in ra bán rẻ cho dân ở dưới coi. Họ sẽ rất hài lòng, họ thấy việc hợp tác giữa Việt, Pháp và Bỉ có kết quả rất lớn."

## Giải thưởng
Mùa len trâu đã tham dự gần mười liên hoan phim khu vực và quốc tế và đã giành được những giải thưởng đáng kể:
- Giải đặc biệt ở LHP Locarno, Thụy Sĩ
- Giải đạo diễn mới xuất sắc nhất ở LHP Chicago, Mỹ[1]
- Giải Kỳ Lân Vàng, Grand prix của LHP Amiens, Pháp[1]
- Giải đặc biệt của LHP Amazonas, Brasil[1]
- Giải cao nhất của Liên hoan phim Asian Marine tổ chức tại Mukuhari (Nhật Bản)[1]